# Leucospilapteryx venustella
Leucospilapteryx venustella là một loài bướm đêm thuộc họ Gracillariidae. Loài này có ở Canada (Québec) và Hoa Kỳ (the Atlantic States, Maine, Michigan, Missouri, Ohio, Pennsylvania, Vermont, Maryland và Kentucky).
Sải cánh dài khoảng 6 mm.
Ấu trùng ăn Ageratina ageratoides, Ageratina altissima và Eupatorium urticifolium. Chúng ăn lá nơi chúng làm tổ.